# 伊利諾伊城 (伊利諾伊州)
伊利諾伊城（英語：Illinois City）是位於美國伊利諾伊州羅克艾蘭縣的一個非建制地區。該地的面積和人口皆未知。

## 地理
伊利諾伊城的座標為41°23′51″N 90°53′59″W / 41.39750°N 90.89972°W，而該地的平均海拔高度為233米（即764英尺）。